# Без пријатеља 2: Мрачни интернет
Без пријатеља 2: Мрачни интернет (енгл. Unfriended: Dark Web) амерички је хорор филм из 2018. године. Режију и сценарио потписује Стивен Саско. Наставак је филма Без пријатеља из 2014. године. Главне улоге тумаче Колин Вудел, Бети Гејбријел, Ребека Ритенхаус, Ендру Лис, Конор дел Рио, Стефани Ногерас и Савира Виндијани.
Премијерно је приказан 9. марта 2018. године на фестивалу South by Southwest, док је од 20. јула приказиван у биоскопима. Добио је помешане рецензије критичара и зарадио преко 10 милиона долара.

## Радња
Тинејџер долази у посед новог лаптопа, али убрзо открије да бивши власник лаптопа осим што га посматра, спреман је и да учини све како би лаптоп добио назад.

## Улоге
| Глумац           | Улога            |
| ---------------- | ---------------- |
| Колин Вудел      | Матијас О’Брајен |
| Бети Гејбријел   | Нари Џемисин     |
| Ребека Ритенхаус | Серена Ланг      |
| Ендру Лис        | Дејмон Хортон    |
| Конор дел Рио    | Алистер Џефкок   |
| Стефани Ногерас  | Амаја Десото     |
| Савира Виндијани | Лекс Путри       |